# 永井大三
永井 大三（ながい だいぞう、1903年（明治36年）1月20日 - 1988年（昭和63年）1月20日）は、日本の実業家。社長不在時の朝日新聞社で常務取締役業務局長としてトロイカ体制を敷いたが村山事件で解任された。

## 人物・経歴
広島県出身。1927年旧制東京商科大学（現一橋大学）を卒業し、朝日新聞社に入社。
販売部門を歩み売上を伸ばし、1947年に販売及び広告を統括する業務局長に就任。業務局長のまま、1951年から取締役、1956年から常務を兼任し、社長不在の中で、信夫韓一郎専務、笠信太郎論説主幹とトロイカ体制を敷いた。
この間、1952年から東京放送取締役を兼務。1961年に復帰した村山長挙社長と対立し、1963年の村山事件で退任して朝日新聞社社友となる。1964年朝日新聞社顧問。中国放送取締役、信越放送取締役、日刊スポーツ新聞社取締役等も歴任した。